# Polizeiruf 110: Gier
Gier ist ein deutscher Kriminalfilm von Hans Knötzsch aus dem Jahr 1986. Der Fernsehfilm, der als 106. Folge der Filmreihe Polizeiruf 110 erschien, beruht auf dem gleichnamigen Roman von Hasso Mager.

## Handlung
Die Brüder Dosse haben unterschiedliche Lebenswege eingeschlagen: Carlheinz ist vorbestraft, arbeitet als Transporteur und hat die wohlhabende Witwe Annemarie geheiratet, die ihr Geld zusammenhält. Von Verwandten, aber auch von den Hausbewohnern, wird die Ehe kritisch betrachtet. Bernd Dosse lebt in Scheidung, ist Inhaber der Birkenschenke und hat eine Beziehung zu einer Mitarbeiterin. Winfried Dosse ist Einkäufer und führt ein Luxusleben, das er vor allem durch riskante Käufe und Verkäufe finanziert.
Eines Tages verspekuliert sich Winfried. Er will sein Boot verkaufen und verplant den Erlös bereits weiter. Der Käufer überlegt es sich jedoch kurzfristig anders. Mit einer gefälschten Vollmacht verkauft Winfried zudem den Wartburg von Herrn Großmann und will dafür einen hohen Gewinn einstreichen. Der Käufer verursacht mit dem Wagen am Vortag des eigentlichen Kaufs jedoch einen Unfall, sodass auch dieser Kauf nicht zustande kommt. Gleichzeitig ist Winfried als Hehler für andere tätig und soll in Kürze gestohlene Ware ankaufen, die er wiederum weiterveräußern will. Winfried braucht Geld. Zufällig fährt er Gerda Oeser an, die bei Rot über die Straße geht. Er stellt sich ihr als Herr Landgraf vor, flirtet und trifft sich mehrfach mit ihr. Er gibt vor, für den Kauf eines Eigenheims die letzte Rate zahlen zu müssen und Gerda leiht ihm 20.000 Mark. Sie denkt, dass Winfried eines Tages mit ihr dort wohnen wird, doch durchschaut ihr Bruder Benno Laue den Betrug von Winfried. Nicht er hat das Haus gekauft, sondern den Verkauf nur weitervermittelt. Winfried soll innerhalb der nächsten 24 Stunden die geliehenen 20.000 Mark zurückzahlen.
Winfried will sich von Bernd 25.000 Mark leihen, doch hat er aufgrund der laufenden Scheidung kein Geld. Er gibt Winfried den Tipp, Annemarie um Geld zu bitten. Es ist das erste Mal, dass er seine Schwägerin besucht. Sie hätte das Geld zwar, verleiht aber aus Prinzip nichts. Wenig später findet eine Nachbarin Annemarie tot in ihrer Wohnung. Hauptmann Peter Fuchs, Oberleutnant Jürgen Hübner und Leutnant Thomas Grawe übernehmen die Ermittlungen. Carlheinz erschien schon vor den Ermittlern in der Wohnung, weil er sich einen halben Tag freigenommen hatte. Er hat für die Tatzeit ein Alibi und kann den Ermittlern sofort berichten, dass in der Wohnung rund 25.000 Mark fehlen. Annemarie sammelte druckfrische 100-Mark-Scheine, die sie in einer Box aufbewahrte. Die Box jedoch ist leer. Bei Carlheinz findet sich Annemaries Sparbuch, dessen Beträge nun vollständig ihm gehören. Dies habe ihm Dr. Kreutzer erklärt, der ihm auch Hinweise zu einer möglichen Scheidung gegeben habe, erklärt Carlheinz den Ermittlern. Die erfahren von Optiker Purck, dem Bruder von Annemaries erstem Mann, dass Annemarie auch verschiedene wertvolle Schmuckstücke besaß, die in der Wohnung nicht gefunden wurden. Carlheinz hat den Schmuck in der Zuckerdose versteckt und bietet ihn Dr. Kreutzer zum Weiterverkauf an. Der zieht sich aus dem Geschäft zurück, will er doch mit Mord nicht zu tun haben. Die Ermittler nehmen Dr. Kreutzer fest, der als Betrüger bekannt ist. Ihm hatte Carlheinz über mehrere Wochen sein Herz ausgeschüttet und auch vom Geldsammeln seiner Frau berichtet.
Eine Fahndung nach den Geldscheinen wird eingeleitet und tatsächlich tauchen druckfrische Scheine auf. Die Frau eines Bankangestellten erhielt einen solchen Schein von ihrem Chef – Benno Laue, dem von Winfried ein Teil der 20.000 Mark zurückgezahlt wurden. Die Ermittler nehmen Winfried fest, der gesteht, Annemarie getötet zu haben. Als er sie um Geld gebeten habe, sei sie nach der Ablehnung mit den Scheinen zu ihm gekommen und habe ihn dazu bringen wollen, vor ihr auf den Knien zu betteln. Daraufhin habe er sie so heftig geschlagen, dass sie an den Verletzungen gestorben ist.

## Produktion
Gier wurde vom 21. Oktober bis 7. Dezember 1985 in Potsdam und Berlin gedreht. Die Kostüme des Films schuf Barbara Braumann, die Filmbauten stammen von Werner Pieske. Der Film erlebte am 3. August 1986 im 1. Programm des Fernsehens der DDR seine Premiere. Die Zuschauerbeteiligung lag bei 32,3 Prozent.
Es war die 106. Folge der Filmreihe Polizeiruf 110. Hauptmann Peter Fuchs ermittelte in seinem 63. Fall, Oberleutnant Jürgen Hübner in seinem 51. Fall und Leutnant Thomas Grawe in seinem dritten Fall. Die Kritik schrieb, dass „fast alle Figuren des Films [von Gier] getrieben“ seien. „Es sind die alten ‚Werte der kapitalistischen Gesellschaft‘, die hier die Realsozialisten quälen, die alten Laster, denen sie erliegen, und der ‚Polizeiruf‘ mahnt zur Besinnung …“

## Trivia
In der 11. Filmminute, als Winfried Dosse mit dem Lieferanten der Hehlerware vor dem Eingang des Hotel Berolina steht, ist für mehrere Sekunden der Tongalgen in den Glasscheiben des Hoteleingangs sowie anschließend ein parkender Mercedes 280 S mit West-Berliner Kennzeichen zu sehen.